# Observatorio Leander McCormick

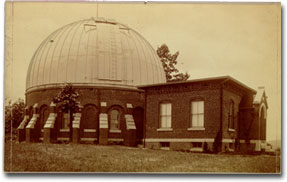
Observatorio Leander McCormick en 1890

El Observatorio Leander McCormick (nombre original en inglés: Leander McCormick Observatory) es uno de los observatorios astronómicos operado por el Departamento de Astronomía de la Universidad de Virginia. Está situado justo a las afueras de Charlottesville, Virginia (EE. UU.) en el Condado de Albemarle. Ocupa la cumbre del Monte Jefferson (también conocido como Colina del Observatorio). Lleva el nombre de Leander J. McCormick (1819–1900), magnate de la fabricación de maquinaria agrícola, quien proporcionó los fondos para la adquisición del telescopio y la construcción del observatorio.

## Historia

### Origen y construcción
Leander McCormick era hijo de Robert McCormick (1780–1846), el inventor de la segadora mecánica, y hermano de Cyrus H. McCormick, quien la patentó y emprendió la fabricación y comercialización a gran escala de la invención. La casa familiar de los McCormick estaba situada en Walnut Grove, cerca de Raphine, Virginia. A pesar de que se mudaron a Chicago en 1848 para fabricar las segadoras a gran escala, mantuvieron su relación con las instituciones locales de Virginia. En Chicago, Cyrus, Leander y su hermano William fundaron la empresa que se convertiría en la Compañía de Máquinas Cosechadoras McCormick, posteriormente conocida como Internacional Harvester.
En 1870 Leander decidió donar el telescopio más grande del mundo a su estado natal de Virginia. Aun así, el impacto financiero de la Guerra Civil Americana sobre Virginia así como el impacto del Gran Incendio de Chicago sobre sus propias finanzas retrasó su propósito. Además de a la Universidad de Virginia, durante años también consideró la posibilidad de donar el telescopio al Washington College (posteriormente Universidad Washington y Lee) en Lexington, Virginia, mucho más cercano a la residencia familiar. En 1870 Robert E. Lee, por entonces presidente del Washington College, envió una carta de introducción a Joseph Henry, secretario del Instituto Smithsoniano, haciéndole saber los deseos de McCormick de establecer un observatorio astronómico en el estado. Fue en gran parte a través de los esfuerzos de Charles Scott Venable (asesor de campo de Robert E. Lee entre 1862 y 1865; y profesor de matemáticas en la Universidad de Virginia de 1865 a 1896) que McCormick finalmente decidió donar el observatorio a la Universidad de Virginia en 1877, siendo cerrado el acuerdo oficialmente en 1878. En 1881 McCormick realizó una dsegunda onación de 18.000 dólares para el propio observatorio, dotándolo de los fondos necesarios para asignarle miembros del profesorado de la Universidad.
El telescopio fue fabricado por Alvan Clark & Sons de Cambridgeport, Massachusetts, considerados por entonces como los mejores fabricantes de telescopios del mundo. En su momento, el telescopio fue igual al más grande de los Estados Unidos, y el segundo refractor más grande del mundo cuando se completó. Era prácticamente un dispositivo gemelo del más temprano refractor de 26 pulgadas del Observatorio Naval en Washington. Aun así, los Clark realizaron algunos ajustes a la lente para mejorar su calidad de imagen por encima de la del refractor del Observatorio Naval. En 1877, cuando el telescopio encargado por McCormick estaba todavía en Cambridgeport, Alvan Clark lo utilizó para verificar un día después el descubrimiento de las lunas de Marte realizado por Asaph Hall con el refractor del Observatorio Naval.
El telescopio y el edificio se completaron en 1884, dedicándose el 13 de abril de 1885, coincidiendo con la fecha del cumpleaños de Thomas Jefferson. El domo, de 13,7 m de diámetro, era el más grande en el mundo cuando fue completado; y fue concebido por Warner & Swasey Company, con un diseño único con tres postigos.

### Primeros años
La primera observación publicada por el Observatorio, antes incluso de que el telescopio estuviera terminado, fue el tránsito de Venus del 6 de diciembre de 1882. La toma de datos se realizó desde el Observatorio así como desde la Rotonda de la Universidad de Virginia.
Bajo el primer director, Ormond Stone, se inició un programa para medir las posiciones de estrellas del sur (en una extensión hasta -23 grados en el catálogo de estrellas Durchmusterung). Además, se midieron las órbitas de estrellas dobles del sur, y también se observaron las nebulosas del sur.
A partir de 1914, con Samuel Alfred Mitchell (segundo director), se comenzó un programa para medir las distancias a estrellas cercanas (paralajes estelares) utilizando fotografías. Este programa continuó bajo los dos directores siguientes, Harold Alden y Laurence Fredrick. A lo largo de más de 80 años, se han determinado las distancias a miles de estrellas con el refractor McCormick. Peter van de Kamp, Alexander N. Vyssotsky, Emma T. R. Williams y Dirk Reuyl también llevaron a cabo investigaciones sobre el número y tipos de las estrellas vistas en direcciones diferentes, y de esta información dedujeron el tamaño y la forma de la Vía Láctea.

## Épocas recientes
El Observatorio es ahora utilizado principalmente para la docencia y su exhibición al público, y contiene un museo de la historia de la astronomía en la Universidad de Virginia. La investigación a través de la observación del cielo es llevada a cabo por Departamento de Astronomía Archivado el 20 de febrero de 2016 en Wayback Machine. en el Observatorio de Fan Mountain y en otros observatorios.
Desde los años 1880, se han realizado observaciones horarias a diario en el Observatorio McCormick, formando parte del "National Weather Service" del Servicio de Meteorológico Nacional de los Estados Unidos (COOP) desde el inicio de los programas en 1890.
El telescopio es el mayor refractor Alvan Clark todavía instalado sobre su montura original.